# Dorin Grigore Popescu
Dorin Grigore Popescu (n. 6 aprilie 1957, Rodna, România) este un fost deputat român în legislatura 2000-2004, ales în județul Bistrița-Năsăud pe listele partidului PNL. În cadrul activității sale parlamentare, Dorin Grigore Popescu a fost membru în grupurilr parlamentare de prietenie cu Republica Slovenia, Republica Portugheză și Regatul Suediei.
A urmat cursurile Facultății de Mecanică din cadrul Institutului Politehnic Cluj-Napoca între anii 1978-1983. Profesia obținută este aceea de Inginer Mecanic.
A fost primul prefect PNL din Bistrița-Năsăud de după 1940, în legislatura 1996-1999.